# 両唇軟口蓋音

調音部位

唇音
両唇音
唇歯音
舌頂音
舌尖音 / 舌端音
舌唇音
歯間音
歯音
歯歯茎音
歯茎音
後部歯茎音
そり舌音
歯茎硬口蓋音
舌背音
硬口蓋音
軟口蓋音
口蓋垂音
咽喉音
咽頭音
喉頭蓋音
声門音
二重調音
両唇軟口蓋音

▶ 調音方法

両唇軟口蓋音（りょうしんなんこうがいおん）は、両唇と軟口蓋の二か所で同時に調音することによって生み出される子音。
国際音声記号（IPA）では以下のように記述される。
| IPA | 名称                 | 例         | 例      | 例        | 例       |
| IPA | 名称                 | 言語       | 正書法  | IPA       | 意味     |
| --- | -------------------- | ---------- | ------- | --------- | -------- |
| k͡p  | 無声両唇軟口蓋破裂音 | ログバ語   | ò-kpàyɔ̀ | [ò-k͡pàyɔ̀] | 神       |
| g͡b  | 有声両唇軟口蓋破裂音 | エウェ語   | Ewegbe  | [eβeg͡be]  | エウェ語 |
| ŋ͡m  | 両唇軟口蓋鼻音       | ベトナム語 | cung    | [kuŋ͡m]    | 弓       |
|     | 無声両唇軟口蓋接近音 | 英語       | which   | [ʍɪtʃ]    | どれ     |
|     | 有声両唇軟口蓋接近音 | 英語       | way     | [weɪ]     | 道       |

なお、二次的調音として唇音化した軟口蓋音の[kʷ]、[ɡʷ]なども「唇軟口蓋音」と呼ばれることがあるが、まったく異なる音である。